# 群件
群件（Collaborative software或Groupware），又稱為群组软体、協同軟件、协作软件，是一个「网络软件」的概念。

## 定義
群件是由一组（群）人使用的应用程序，通过网络互相协作，使用户间相互通信和协调活动，作为一个整体而提高组的生产率。
电子郵件是一个很好的例子。